# جلط
جلط هو نوع من أنواع الزيتون السوري، يكون ثمره عند النضج أسود اللون كبير الحجم متطاول الشكل.

## الاستفادة
تتم زراعة هذا النوع من الزيتون من أجل الاستفادة منه كزيتون مائدة بسبب طعمه الذيذ ونسبة الزيت فيه قليلة وتتراوح بين 12% إلى 18% بالمئة من وزن الحبة.

## الإنتاجية
إنتاجية الشجرة سنويا تتراوح بين 30 إلى 60 كيلو غرام سنويا.

## الاحتياجات المائية
الاحتياجات المائية لشجرة الزيتون الجلط تتراوح 450-800 ملم سنويا ملم سنويا فهو غير مقاوم للجفاف وبالتالي فإنه يحتاج للري المستمر ويزرع في ريف دمشق ودرعا وتدمر وحلب وسلقين وادلب والسويداء.

## مقاومة الأمراض
شجرة زيتون الجلط مقاومة لحفار الساق ومقاومة لعين الطاووس.

## طالع أیضا
- زيتون
- جلط تدمري
- مهاطي
- محزم أبو سطل
- مصعبي
- قيسي
- دعيبلي
- صوراني
- خضيري